# Batman (pel·lícula de 1966)
Batman és una pel·lícula estatunidenca, dirigida per Leslie H. Martinson, estrenada el 1966.
La història està inspirada en el còmic homònim de Bob Kane, i és l'adaptació de la sèrie de televisió Batman contemporània a la pantalla gran i amb els mateixos actors.

## Argument
Joker, Catwoman, l'Esfinx i el Pingüí formen una aliança per tal de segrestar un investigador que ha posat a punt un procediment que permet deshidratar els cossos humans fins a l'estat de pols i que un cop rehidratats tornen a ser humans. Una vegada comès el crim, el quartet de supercriminals segresten els membres del Consell de seguretat de l'ONU i utilitzen l'invent amb ells. Batman i el seu company Robin, ajudats del seu fidel majordom Alfred Pennyworth han d'intervenir.

## Repartiment
- Adam West: Bruce Wayne/Batman
- Burt Ward: Dick Grayson/Robin
- Cesar Romero: Joker
- Lee Meriwether: Catwoman
- Burgess Meredith: El Pingüí
- Frank Gorshin: Enigma
- Alan Napier: Alfred Pennyworth
- Neil Hamilton: Comissari Gordon
- Stafford Repp: Cap O'Hara
- Madge Blake: Tia Harriet Cooper
- Reginald Denny: Comodor Schmidlapp
- Milton Frome: Vicealmirall Fangschliester

## Al voltant de la pel·lícula
- La pel·lícula reprodueix el to kitsch de la sèrie de televisió adoptant els colors cridaners i les onomatopeies a la pantalla gran.
- Quan Batman s'adona que Miss Kitty, de qui està enamorada, és en realitat Catwoman, es trastorna. La música de fons és llavors Plaisir d'amour.
- Inicial prevista ser una pel·lícula pilot per a la sèrie de televisió, la pel·lícula es va produir entre la primera i la segona temporada. El rodatge es va desenvolupar del 25 d'abril al 31 de maig de 1966 i la pel·lícula es va estrenar el juliol.
- Els accessoris utilitzats a la pel·lícula (ordinadors, armes de foc) han estat igualment utilitzats en les sèries Perduts en l'espai, Al cor del temps, Al país dels gegants i Viatge al fons del mar.
- La Batmobile s'inspira en un Lincoln Premiere 1955
- Julie Newmar (Catwoman en la sèrie de televisió) no surt a la pel·lícula perquè no va ser avisada a temps i havia signat un contracte per a un altre projecte.
- Plaisir d'amour és interpretada per una cantant de cabaret en la pel·lícula però ni la cantant ni la cançó surten als crèdits.
- Quan Batman i Robin surten del Batmobile per agafar el Bat-copter, Robin ensopega, cau a, però s'aixeca de seguida.